# Campo de extermínio em Jalisco
O campo de extermínio em Jalisco era um campo de concentração e recrutamento operado pelo Cartel Jalisco Nova Geração dentro do Rancho Izaguirre, localizado no município de Teuchitlán, no estado de Jalisco, no México. O campo foi descoberto em 5 de março de 2025 por um grupo que buscava pessoas desaparecidas.
Algumas pessoas que afirmaram ser sobreviventes do sítio relataram que, nesse campo, eram praticadas atividades criminosas como torturas, assassinatos, desmembramentos, estupros e pedofilia, entre outros crimes supostamente cometidos em massa pelo referido grupo criminoso. Além disso, o rancho também era usado como um centro de recrutamento, com treinadores especializados no uso de armas de fogo e métodos de tortura.
Os elementos encontrados incluem centenas de peças de roupa, sapatos, três crematórios com ossos calcinados e anotações com apelidos das pessoas que passaram pelo local, estratégias que têm dificultado, até o momento, sua identificação.

## História
Segundo o testemunho de vários sobreviventes, o sítio vinha sendo operado pelo Cartel Jalisco Nova Geração desde 2012. Como um antecedente significativo à descoberta de 2025, em 10 de agosto de 2019, a Guarda Nacional encontrou vários corpos perto da localidade de La Estanzuela.

### Descoberta
O rancho foi inicialmente assegurado em setembro de 2024, quando a Guarda Nacional do México e o Exército Mexicano realizaram uma operação em 20 de setembro daquele ano. Durante a intervenção, as autoridades libertaram duas pessoas que haviam sido sequestradas, prenderam dez indivíduos e apreenderam diversas armas de fogo. No entanto, naquela ocasião, não foi relatada a existência de um sítio de treinamento, crematórios, valas comuns ou restos humanos.
Meses depois, em 5 de março de 2025, o Coletivo Guerreiros Buscadores de Jalisco, um grupo de ativistas dedicado à busca de pessoas desaparecidas, recebeu uma denúncia anônima alertando sobre a possível presença de restos humanos na propriedade. Ao inspecionar o sítio, descobriram aproximadamente 200 pares de sapatos, centenas de peças de roupa, três crematórios improvisados e restos humanos carbonizados, incluindo peças dentárias.

## Impacto
A presidente do México, Claudia Sheinbaum, classificou as descobertas como «terríveis» e informou que tanto o governador de Jalisco quanto o secretário de Segurança e Proteção Cidadã estão acompanhando o caso.
Na tarde de sábado, 15 de março de 2025, diversas organizações civis e cidadãos realizaram vigílias em pelo menos 24 praças públicas como forma de protesto e em exigência de justiça por este caso.